# Cathédrale de Velletri
La cathédrale de Velletri est une église catholique romaine de Velletri, en Italie. Il s'agit de la cathédrale du diocèse suburbicaire de Velletri-Segni.